# Eutropis alcalai
Eutropis alcalai — вид сцинкоподібних ящірок родини сцинкових (Scincidae). Ендемік Філіппін. Описаний у 2021 році.

## Назва
Вид названо на честь філіппінського біолога Анхеля Алькали (нар. 1929), на знак визнання його численних фундаментальних внесків у природничу історію, систематику, екологію та збереження філіппінських ящірок з родини Scincidae.

## Поширення і екологія
Eutropis alcalai відомі з двох місцевостей, розташованих в Природному парку Пасонанка поблизу міста Замбоанга на південно-західній околиці півострова Замбоанга у південно-західній частині острова Мінданао. Вони живуть у вологих тропічних лісах, на висоті від 160 до 550 м над рівнем моря.